# Сельское поселение «Кайластуйское»
Се́льское поселе́ние «Кайластуйское» — муниципальное образование в Краснокаменском районе Забайкальского края Российской Федерации.
Административный центр — село Кайластуй.

## История
Статус и границы сельского поселения установлены Законом Читинской области от 19 мая 2004 года «Об установлении границ, наименований вновь образованных муниципальных образований и наделении их статусом сельского, городского поселения в Читинской области».

## Население
| 2010 | 2011 | 2012 | 2013 | 2014 | 2015 | 2016 |
| ---- | ---- | ---- | ---- | ---- | ---- | ---- |
| 808  | ↘804 | ↘791 | ↘743 | ↘726 | ↘686 | ↘645 |
| 2017 | 2018 | 2019 | 2020 | 2021 |      |      |
| ↘627 | ↘594 | ↘588 | ↘582 | ↘447 |      |      |

## Состав сельского поселения
| № | Населённый пункт | Тип населённого пункта       | Население |
| - | ---------------- | ---------------------------- | --------- |
| 1 | Кайластуй        | село, административный центр | ↘447      |